# Robert Blust
Robert A. Blust (9 mai 1940 à Cincinnati–5 janvier 2022 à Hawaiʻi) est un linguiste américain, dont les compétences incluent la linguistique historique, la lexicographie et l'ethnologie.

## Vie et carrière
Blust est né à Cincinnati dans l'Ohio et a grandi en Californie. Il obtient un Bachelor of Arts en anthropologie et un PhD en linguistique en 1974 à l'université d'Hawaiʻi à Mānoa.
Il a été professeur au département de linguistique de l'université d'Hawaiʻi, qu'il a présidé de 2005 à 2008. Il était review editor de la revue Oceanic Linguistics (en).
Blust est notamment connu pour ses travaux sur les langues austronésiennes. Il a également réalisé un vaste dictionnaire comparatif austronésien (Blust 1995c) ainsi qu'un dictionnaire thao-anglais (Blust 2003b).
Il a fait des études de terrain sur 97 langues austronésiennes, parlées en des lieux aussi divers que le Sarawak (Malaisie orientale), la Papouasie-Nouvelle-Guinée et Taïwan. À Taïwan, il a notamment travaillé sur des langues formosanes telles que le thao, le kavalan, le pazeh, l'amis, le paiwan et le saisiyat.
Blust s'est intéressé aux aspects aussi bien linguistiques que culturels de l'arc-en-ciel et du dragon.
Robert Blust décède le 5 janvier 2022, à l'âge de 81 ans, des suites d'un cancer.

## Publications
- 1974. "The Proto-North-Sarawak vowel deletion hypothesis". Thèse. University of Hawai‘i at Mānoa.
- 1977. "The Proto-Austronesian pronouns and Austronesian subgrouping: a preliminary report". University of Hawai‘i Working Papers in Linguistics 9.2: 1–15.
- 1988. Austronesian Root Theory: An Essay on the Limits of Morphology. Amsterdam: John Benjamins.
- 1993. "*S metathesis and the Formosan/Malayo-Polynesian language boundary". In Oyvind Dahl, ed., Language — a doorway between human cultures: tributes to Dr. Otto Chr. Dahl on his ninetieth birthday, 178–183. Oslo, Novus.
- 1995a. "The position of the Formosan languages: method and theory in Austronesian comparative linguistics". In Paul Jen-kuei Li et al., eds., Austronesian Studies Relating to Taiwan: 585—650. Symposium Series of the Institute of History and Philology, Academia Sinica, No. 3. Taipei: Academia Sinica.
- 1995b. Austronesian Comparative Dictionary (ACD). Honolulu: University of Hawai‘i at Mānoa.
- 1996. "Some remarks on the linguistic position of Thao". Oceanic Linguistics 35: 272–294.
- 1999. "Pazeh phonology and morphology". Oceanic Linguistics 38.2: 321–365.
- 2003a. "Three notes on early Austronesian morphology". Oceanic Linguistics, 42.2: 438–478.
- 2003b. Thao dictionary. Language and Linguistics Monograph Series, No. A5. Taipei: Institute of Linguistics (Preparatory Office), Academia Sinica.
- 2003c. A short morphology, phonology and vocabulary of Kiput, Sarawak. Shorter Grammars. Pacific Linguistics 546. Canberra: Research School of Pacific and Asian Studies, The Australian National University.
- 2005. "Must sound change be linguistically motivated?" Diachronica 22: 219–269.
- 2006. "The origin of the Kelabit voiced aspirates: a historical hypothesis revisited". Oceanic Linguistics 45.2: 311–338.

## Sources
- Zeitoun, Eliabeth (2007). Three Western scholars' contributions to Formosan linguistics. Paper presented at "The International Conference for the 100th anniversary of linguistics in Taiwan: In honor of the linguistics pioneer Professor Naoyosi Ogawa". 8-9 September 2007. National Taichung University, Taichung, Taiwan ROC.